# チルコ川

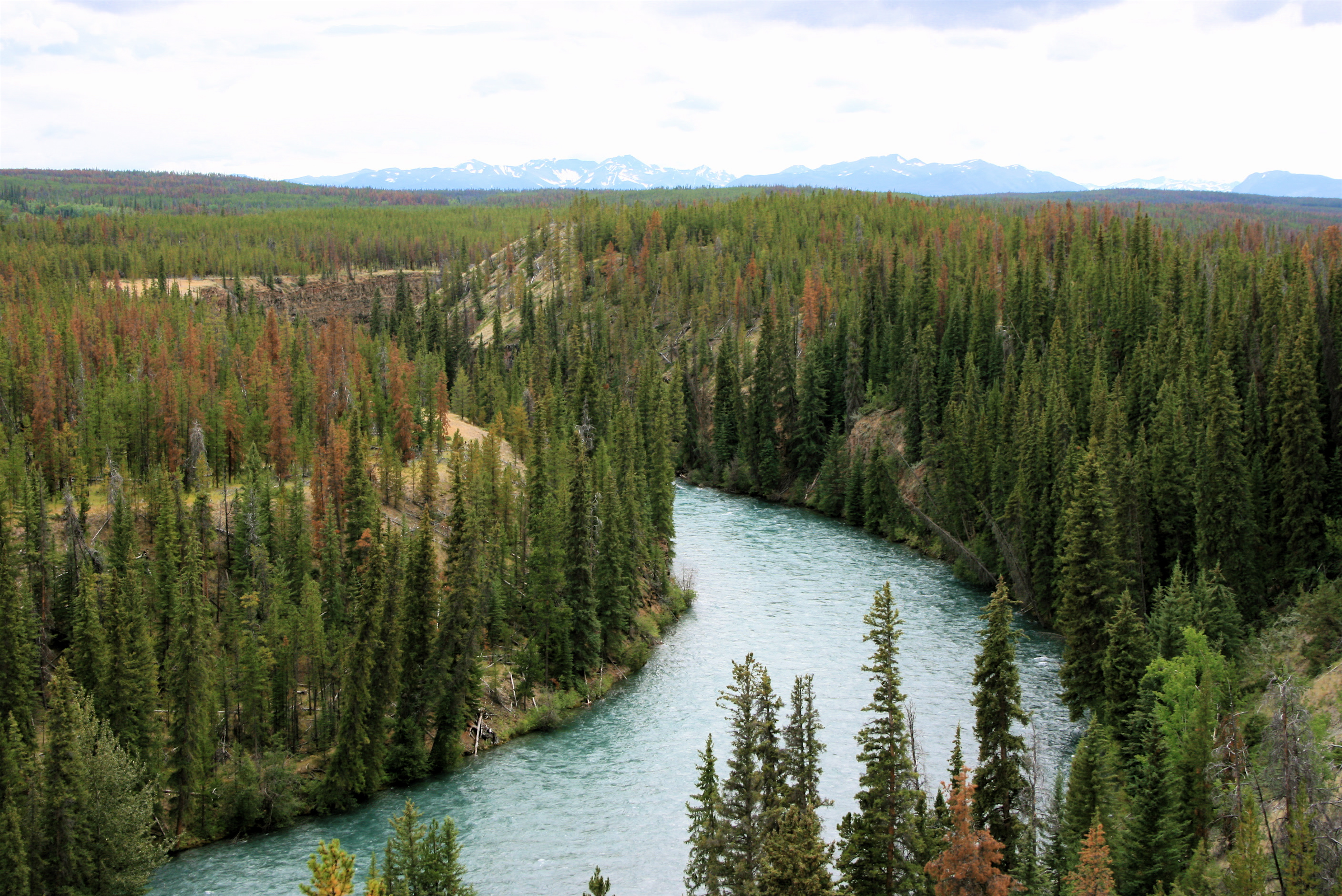
チルコ川

チルコ川（チルコがわ）はカナダのブリティッシュコロンビア州にある、フレーザー川水系の川。チルコーティン川の支流。長さは75km。
水源はチルコ湖で、北東に流れチルコーティン川に合流する。支流にはTaseko川がある。
チルコーティン川の主要な支流であり、合流地点ではチルコーティン川よりチルコ川の方が大きい。また、チルコ川はチルコーティン川下流で多くのシルトを含む主な原因となっており、そのシルトの大部分はチルコ川とチルコーティン川の合流点より数km上流でチルコ川に合流するTaseko川からもたらされている。
名称は黄土色を意味するチルコーティン語のTŝilhqóxからきている。